# Osakidetza-Servicio Vasco de Salud
Osakidetza-Servicio Vasco de Salud (o simplemente Osakidetza) es el organismo creado en 1984 por encargado del sistema de prestaciones sanitarias públicas en la comunidad autónoma del País Vasco, España. Perteneciente al Sistema Nacional de Salud, creado en 1986 y que sustituyó al Insalud.
La transferencia de competencias en materia de sanidad al Gobierno Vasco se realizó siendo lendakari Carlos Garaikoetxea, derivado de la aprobación del Estatuto de Autonomía en 1979. Es un servicio público sanitario que cuenta con una gran cantidad de centros que atienden las necesidades de los ciudadanos vascos. Su máximo responsable es el consejero de Salud del Gobierno Vasco.

## Principales centros sanitarios

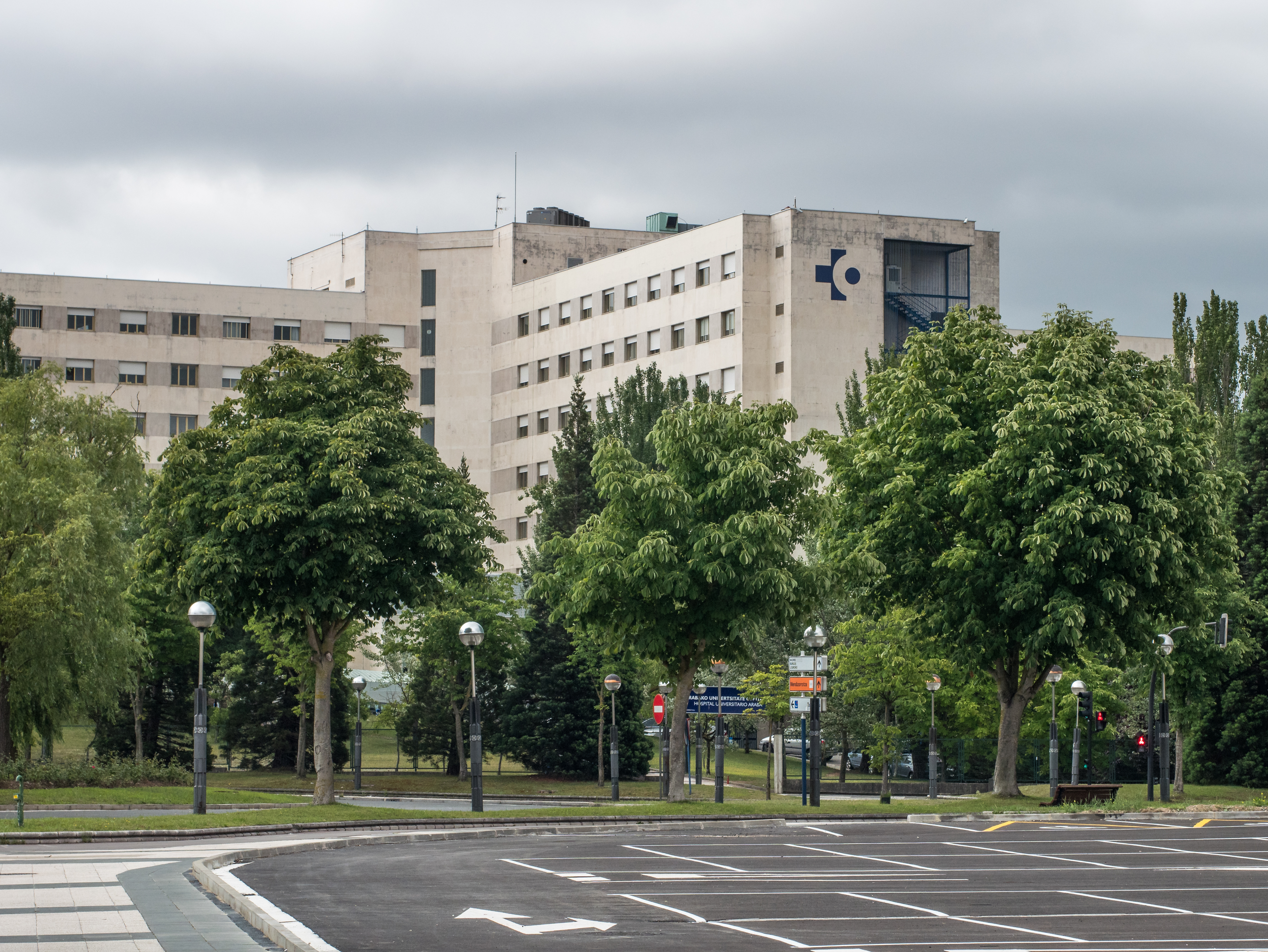
Hospital Universitario de Álava (Txagorritxu), Vitoria (Álava).

### Álava
- Hospital Universitario de Álava (Vitoria: Santiago y Txagorritxu)
- Hospital Psiquiátrico de Álava
- Hospital de Leza
- Organización Sanitaria Integrada Álava
- Organización Sanitaria Integrada Rioja Alavesa
- Red de Salud Mental de Álava

### Guipúzcoa

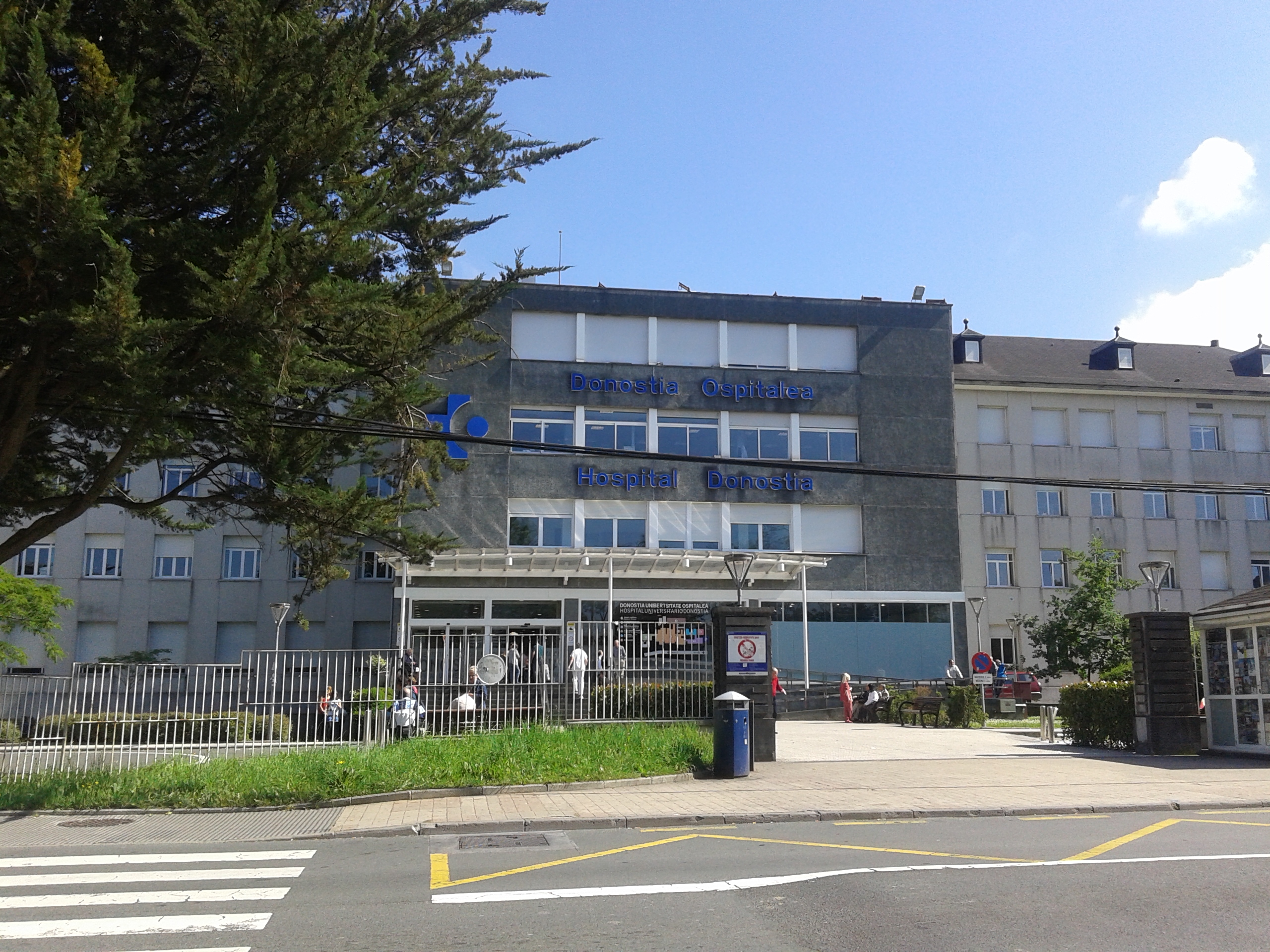
Hospital Universitario Donostia (San Sebastián) (Guipúzcoa)

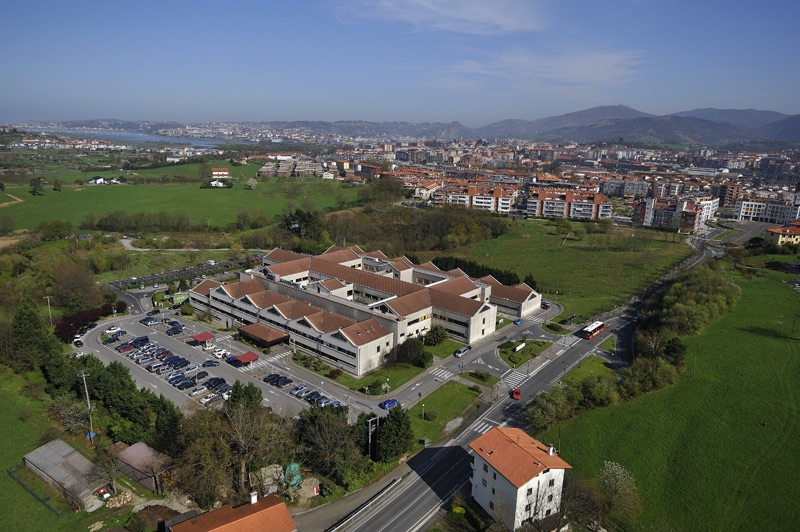
Hospital del Bidasoa

- Hospital Universitario Donostia (San Sebastián)
- Hospital de Alto Deba (Mondragón)
- Hospital de Bidasoa (Irún)
- Hospital de Mendaro
- Hospital de Zumárraga
- Hospital de Éibar
- Organización Sanitaria Integrada Donostialdea
- Organización Sanitaria Integrada Goierri-Alto Urola
- Organización Sanitaria Integrada Bidasoa
- Organización Sanitaria Integrada Bajo Deba
- Organización Sanitaria Integrada Alto Deba
- Organización Sanitaria Integrada Tolosaldea
- Red de Salud Mental de Guipúzcoa

### Vizcaya

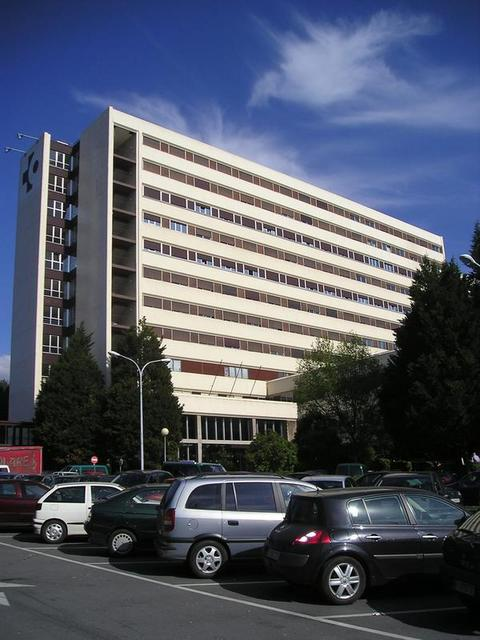
Hospital de Galdácano-Usánsolo (Vizcaya).

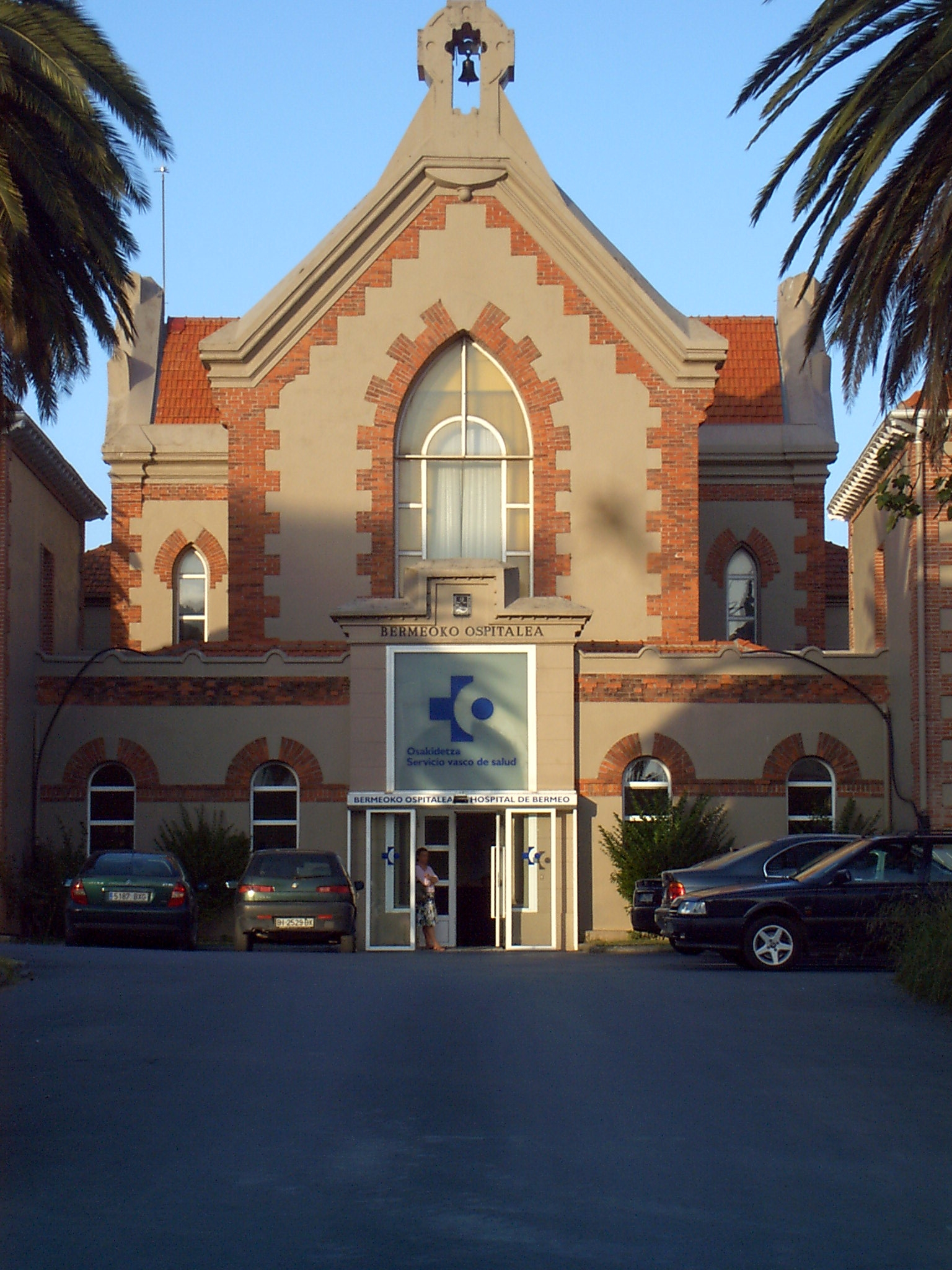
Hospital de Bermeo (Vizcaya).

- Hospital Universitario de Basurto (Bilbao)
- Hospital de Bermeo
- Hospital Santa Marina (Bilbao)
- Hospital Universitario de Cruces (Baracaldo)
- Hospital Universitario de Galdakao-Usansolo
- Hospital de Gernika-Lumo
- Hospital de Gorliz
- Hospital San Eloy (Baracaldo)
- Hospital San Juan de Dios (Santurce)
- Hospital de Urdúliz-Alfredo Espinosa
- Hospital de Zaldibar
- Organización Sanitaria Integrada Baracaldo-Sestao
- Organización Sanitaria Integrada Barrualde-Galdácano
- Organización Sanitaria Integrada Bilbao-Basurto
- Organización Sanitaria Integrada Margen Izquierda-Encartaciones-Cruces
- Organización Sanitaria Integrada Uribe
- Red de Salud Mental de Vizcaya

## Identificación del personal sanitario
El personal sanitario y no sanitario en Osakidetza se identifica mediante pijamas o batas de colores.
- Pijama azul oscuro: personal de área quirúrgica.
- Bata/pijama blanco: médico, médica.
- Pijama azul celeste: enfermero, enfermero.
- Pijama rosa: auxiliar de enfermería.
- Pijama verde: personal de área de intervencionismo.
- Pijama gris: celador, celadora.
- Pijama morado: técnico sanitario.
- Uniforme verde y rayas blancas: auxiliar administrativo.
- Uniforme azul marino: personal de mantenimiento y limpieza.
- Uniforme blanco: hostelería.
- Uniforme amarillo reflectante y verde: personal de emergencias (ambulancias SVA y helicóptero sanitario) compuesto por médico (UVI móvil), personal de enfermería y personal técnico de emergencias sanitarias.
- Uniforme amarillo reflectante y azul: personal de emergencias (ambulancias SVB), compuesto por dos técnicos de emergencias sanitarias.
- Uniforme amarillo reflectante/azul y azul oscuro: personal de transporte sanitario (ambulancias no asistenciales) compuesto por uno o dos técnicos de transporte sanitario o técnicos de emergencias sanitarias.

## Polémicas
- Caso Margüello
- Caso Plaold